# Ano Liosia
Ano Liosia (gr. Άνω Λιόσια) – miasto w Grecji, w administracji zdecentralizowanej Attyka, w regionie Attyka, w jednostce regionalnej Attyka Zachodnia. Siedziba gminy Fili. W 2011 roku liczyło 33 565 mieszkańców.